# Михайло-Архангельская церковь (Кротково-Городище)
Михайло-Архангельская церковь — утраченный православный храм в селе Кротково-Городище Мелекесского района Ульяновской области. Построена в 1806 году. Сгорела в 1955 году.

## История
В начале XVIII века был построен деревянный однопрестольный храм во имя Архистратига Михаила и село стало называться Архангельское Городище. В 1830 году он был капитально отремонтирован помещиком Кротковым, а в 1869 году запечатанный из-за ветхости.
В 1806 году, на средства помещика Дмитрия Степановича Кроткова, была построена деревянная Михайло-Архангельская церковь. Храм трёхпрестольный (холодный, с тёплыми приделами): во имя Архистратига Михаила, Николая Чудотворца и святого Дмитрия Ростовского.
Михайло-Архангельская церковь была закрыта в 1939 году, уничтожена пожаром в 1955 году.

## Архитектура
Церковь была деревянной корабельного типа. Храм выполнен в традицияхпсевдорусского стиля. Основной объём здания продолжается трапезной, к которой примыкает трёхъярусная колокольня. С восточной стороны примыкает трапециевидная апсида алтаря. На четверик основного здания опирается световой восьмерик барабана с куполом. Завершением храма является небольшой восьмерик с главкой-луковицей, увенчанной крестом. Основание колокольни — четверик. Второй ярус — четверик с усечёнными углами, со слуховыми окнами. Третий ярус — четверик с усечёнными углами — является ярусом звона, увенчанный куполом. Завершением колокольни является восьмерик с небольшой главкой — луковицей. Оконные просветы — прямоугольные, обрамлённые наличниками. На колокольне полуциркульные окна.

## Святыни
- Евангелие (1711 г.) бережно хранившееся и не использовавшееся во время обрядов[1].

## Духовенство
- Должность первого священника с 24 ноября 1846 г. исполнял Пётр Иванович Апраксин.
- Диаконом с 1 сентября 1832 г. являлся Никифор Иванов.
- Дьячком с 27 июля 1841 г. был Сергей Иванович Успенский.
- Должность пономаря с 24 декабря 1845 г. занимал Ксенофонт Родионович Быстрицкий.
- вторым священником с 1843 г. являлся Пётр Герасимович Беневоленский.
- Пономарём с 11 февраля 1848 г. служил Родион Адрианович Быстрицкий, отец первого пономаря.
- Псаломщиком с 1877 г. являлся Пётр Степанович Озеров.
- Священник Николай Миловцев; Псаломщик Пётр Озеров (на 1896);
- с декабря 1906 г. был Иоанн Степанович Краснорецкий, сын умершего священника[1].